# روخوس گلیزه
روخوس گلیزه (آلمانی: Rochus Gliese; ۶ ژانویهٔ ۱۸۹۱ – ۲۲ دسامبر ۱۹۷۸) کارگردان فیلم و فیلم‌نامه‌نویس اهل آلمان بود.
وی همچنین برندهٔ جوایزی همچون جایزه فیلم آلمان شده‌است. گلیزه در نخستین دوره جوایز اسکار نامزد بهترین طراحی صحنه شده بود.